# Mobile quarantine facility

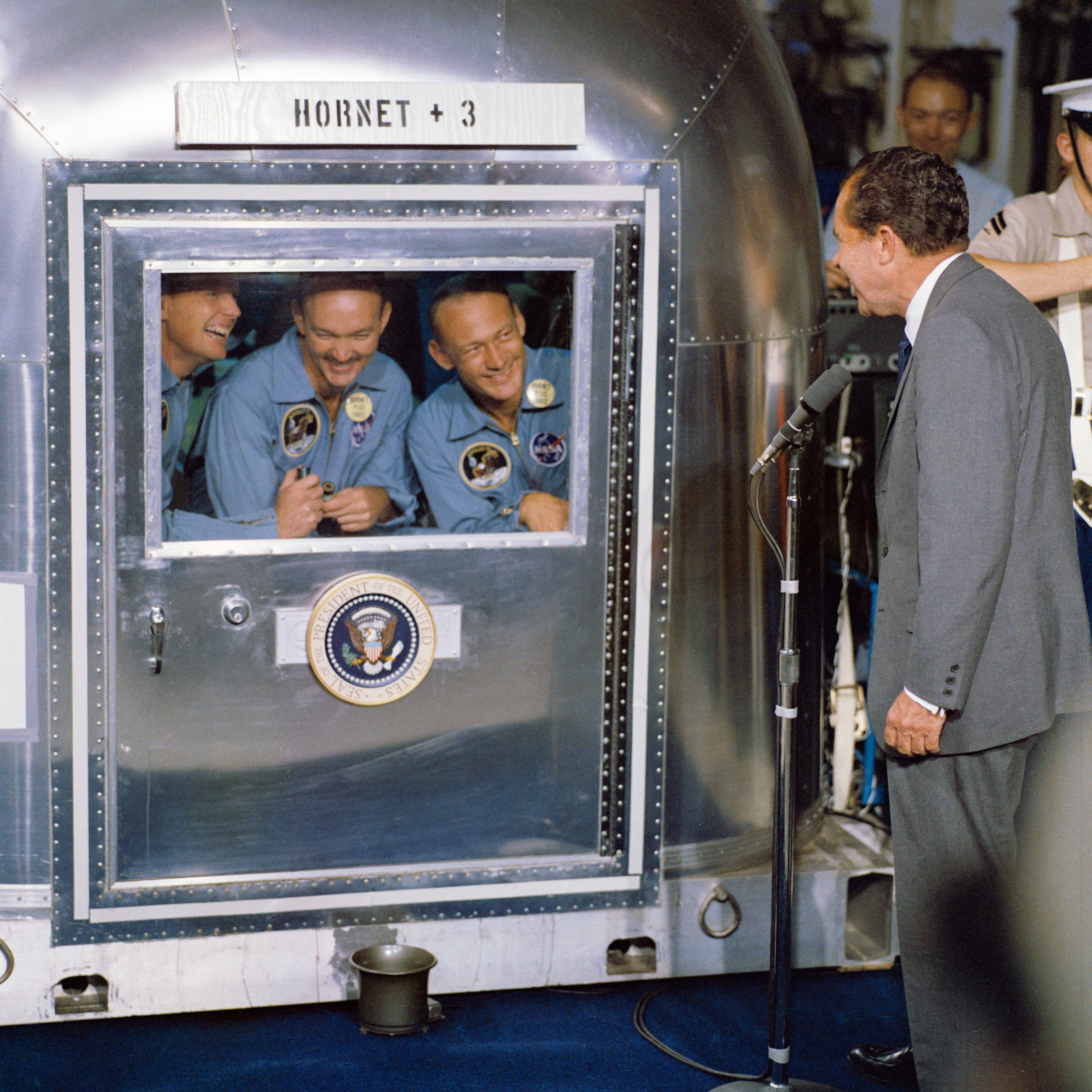
À bord du, le président des États-Unis Richard Nixon parlant avec les astronautes d'Apollo 11 pendant leur confinement dans la MQF le 24 juillet 1969.

La mobile quarantine facility (MQF, littéralement « installation de quarantaine mobile ») est une remorque Airstream convertie utilisée par la National Aeronautics and Space Administration (Nasa) pour mettre en quarantaine les astronautes revenant des missions lunaires du programme Apollo.
La MQF se trouve sur le porte-avions qui récupère la capsule ayant amerrie. Une fois que le porte-avions est arrivé au port, le MQF est transporté par avion à Houston et l'équipage passe le reste des 21 jours de quarantaine au Manned Spacecraft Center (centre spatial Lyndon B. Johnson).
Le but de la quarantaine était d'empêcher la propagation de toute contagion provenant de la Lune, bien que l'existence de telles contagions ait été jugée peu probable. La procédure est abandonnée après Apollo 14.
La MQF contenait des installations de vie et de couchage ainsi que du matériel de communication que les astronautes utilisaient pour converser avec leurs familles.
Quatre MQF ont été construits pour la Nasa (missions Apollo 11, 12, 13 et 14). La MQF d'Apollo 14 est conservée au musée de l'USS Hornet à Alameda en Californie.

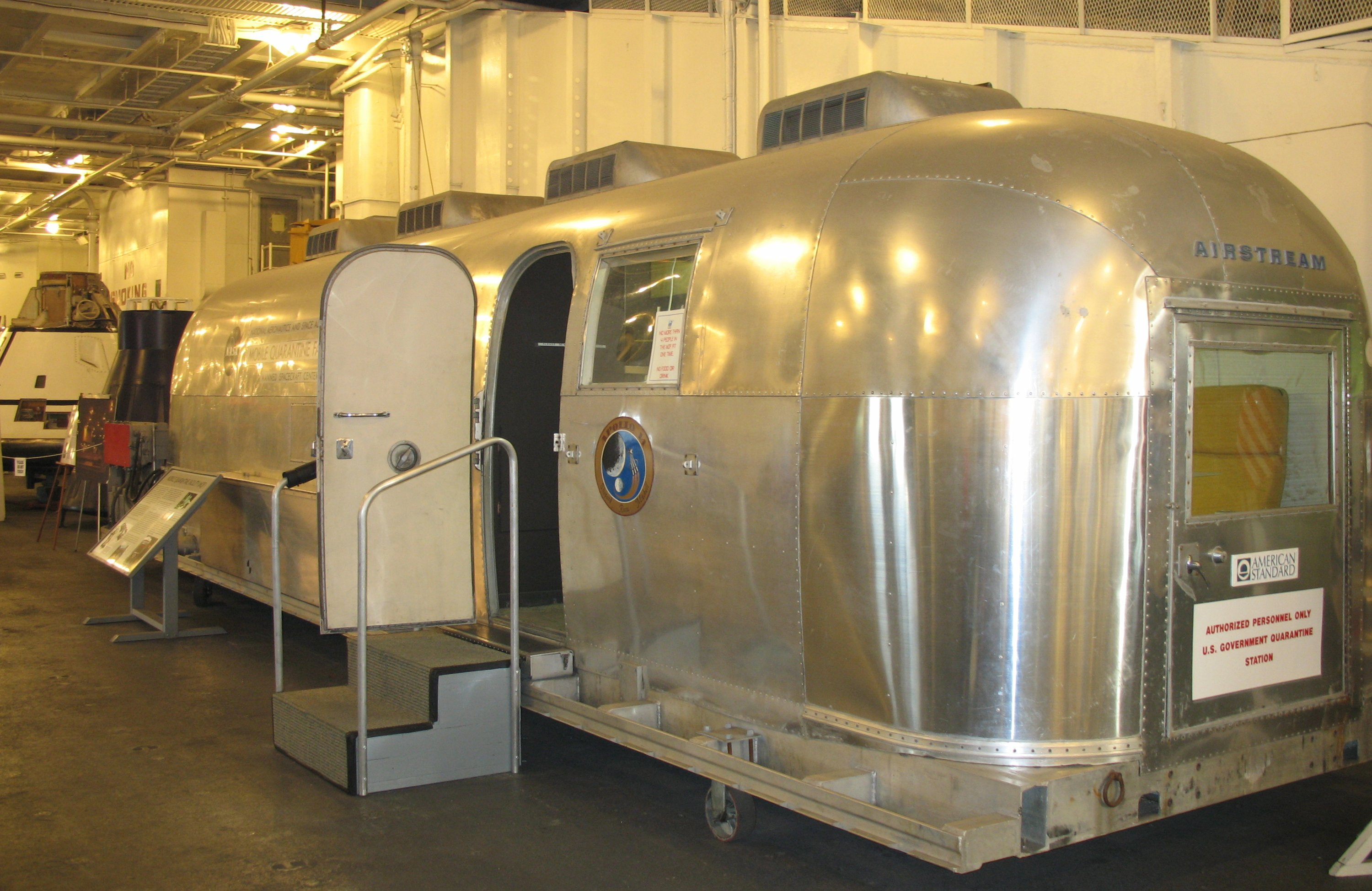
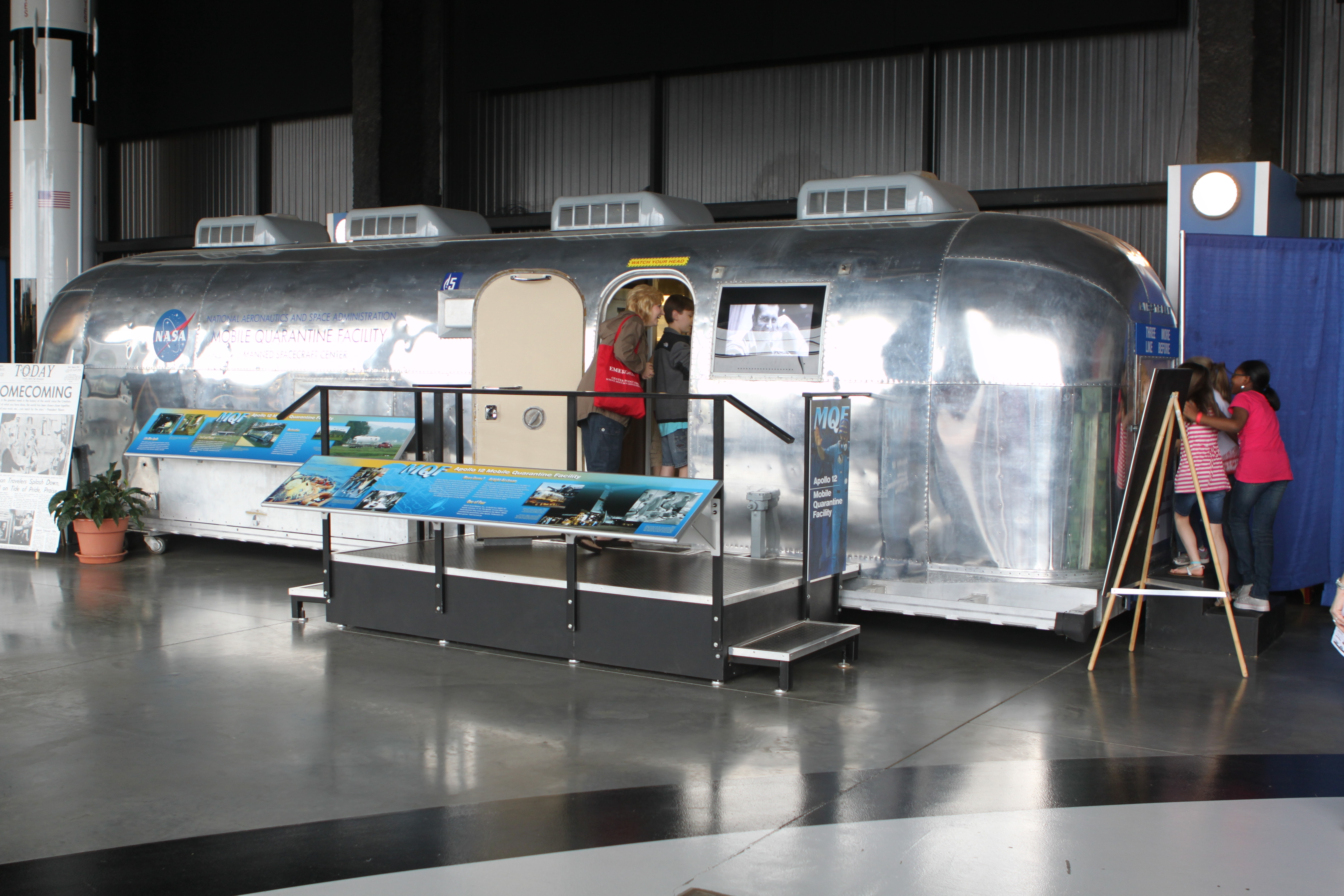
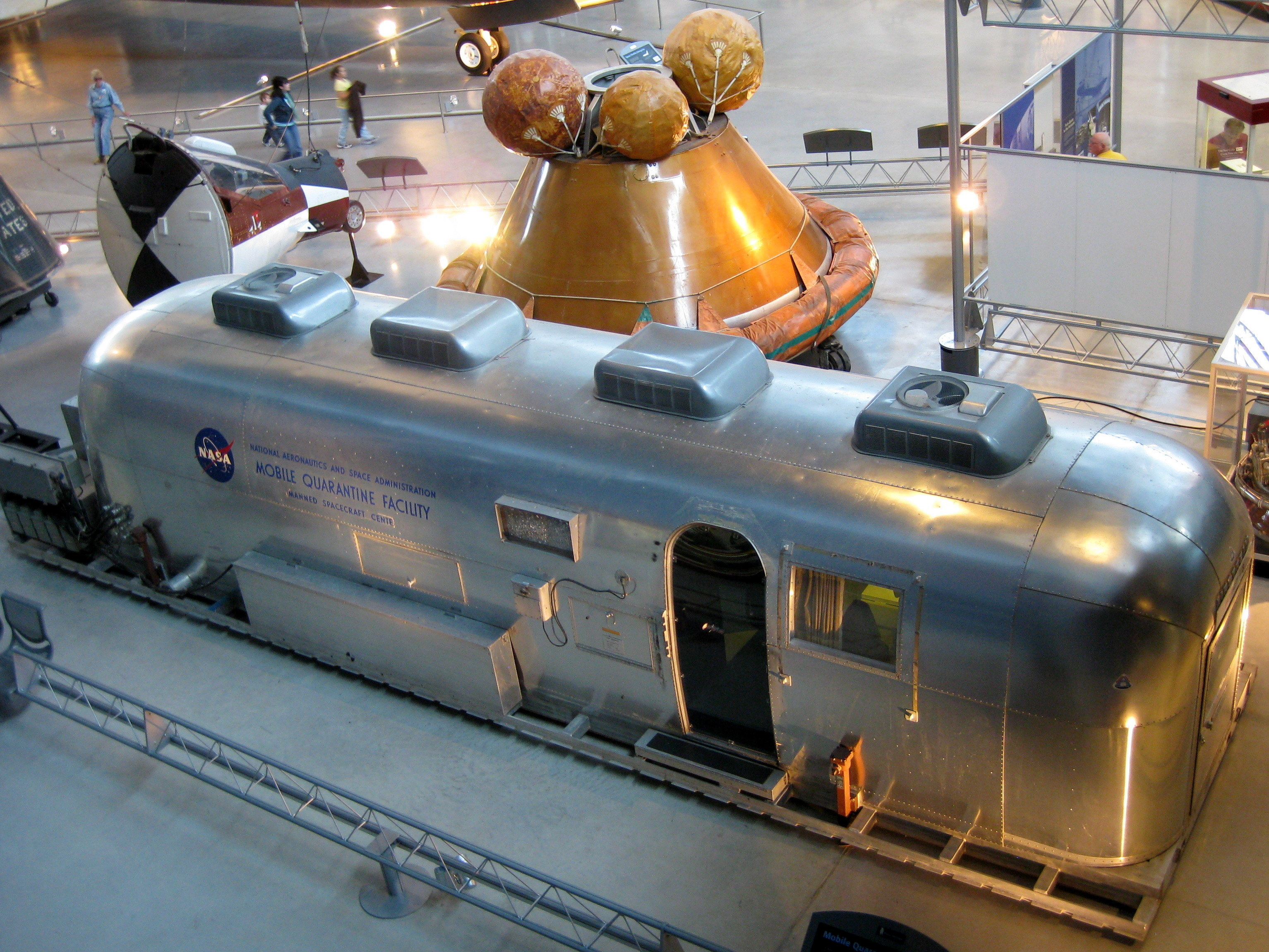